# 西哈努克主义

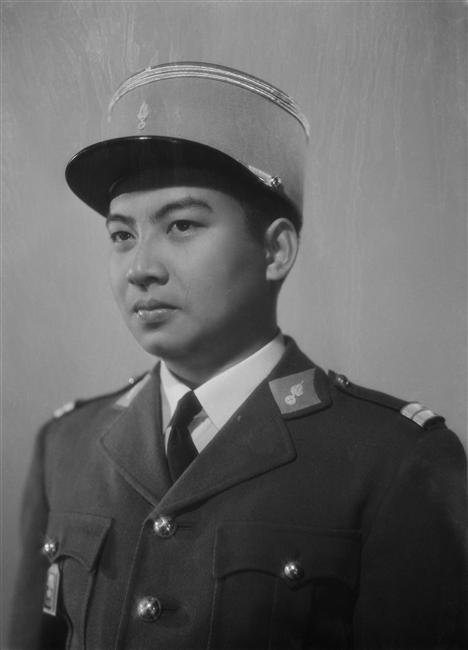
諾羅敦·西哈努克

西哈努克主義（羅馬化：Seihânŭnĭyôm）是指柬埔寨政治中拥护諾羅敦·西哈努克國王的政治意識形態。
西哈努克曾将自己的政治理念称为“佛教社会主义”：在佛教的保护和君主制的体制下实行社会主义式的政策。 
柬埔寨的西哈努克主義政黨包括人民社会同盟、奉辛比克党和保王人民党共同体。

## 用语争议
2006年6月30日，西哈努克在給西索瓦·托米可（Sisowath Thomico）的一封信中敦促奉辛比克党和其他各方不要在他們的著作或聲明中使用“西哈努克主义”和“西哈努克主义者”等词语。